# Llista de documents sobre instruments musicals antics

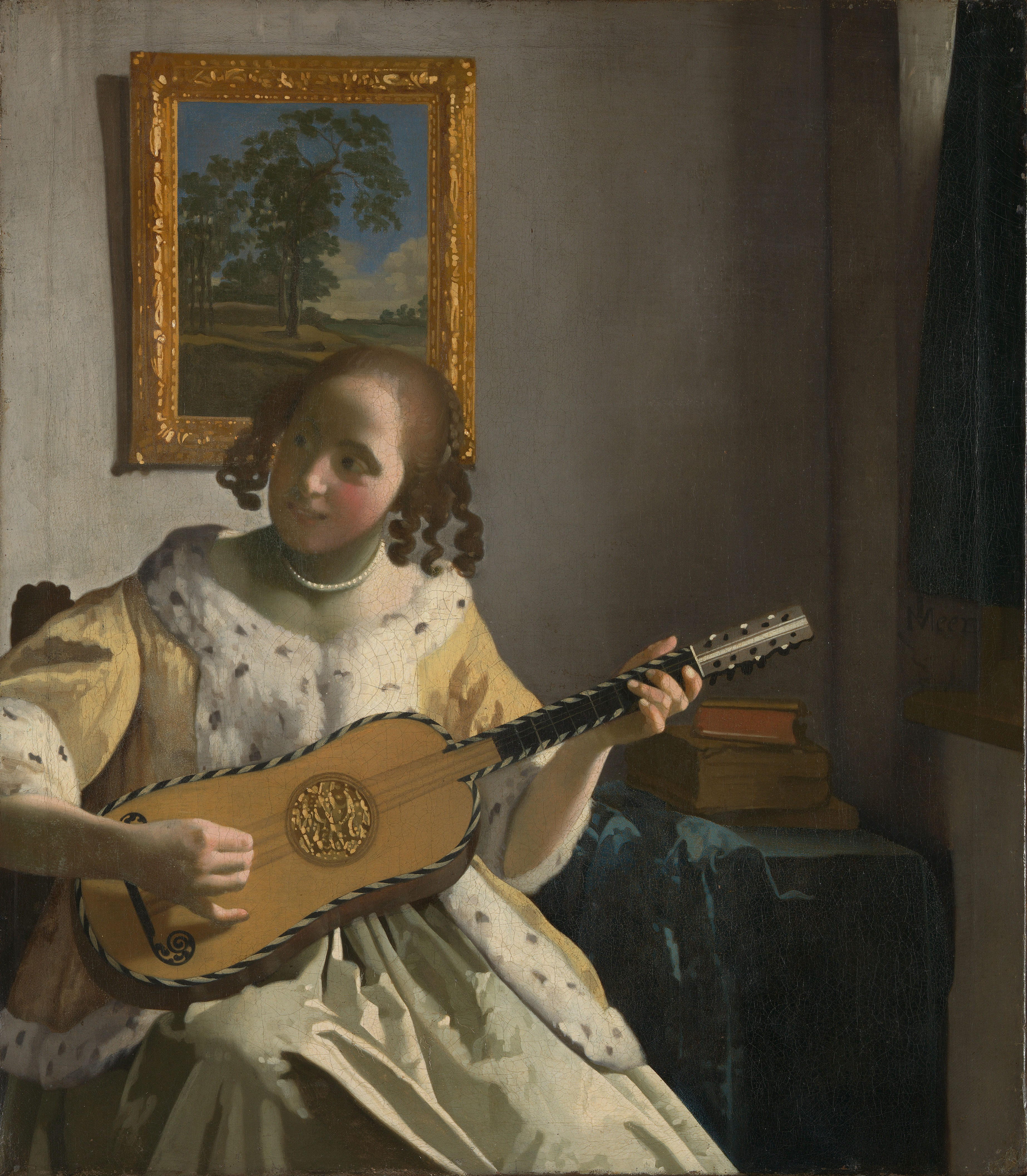
La guitarrista (c. 1672), obra de Johannes Vermeer

Els instruments musicals antics poden ser estudiats sota diversos punts de vista. La vessant més immediata és la musical, d'acord amb la funció dels instruments. Però hi ha altres aspectes que tenen interès: construcció (organologia), tecnologia associada, materials, artesans constructors, influència social, costos i preus, ...
Una relació de documents -documents en sentit ampli- ordenada cronològicament permet una aproximació als estudis indicats.

## Llista de documents
- c. 220 aC. Ctesibi construí un orgue (hidraulis, en llatí).
- c.400. Claudi Claudià. En un dels seus poemes ("magna levi detrudens murmura tactu. .. intonet,...") indica el so poderós i el teclat suau dels orgues del seu temps. (Vegeu 220 aC).[1]
- c. 1250. Cantigas de Santa María d'Alfons X el Savi. Obra conservada en quatre manuscrits del segle xiii, alguns dels quals amb miniatures d'instruments musicals.
- 1321. Jean de Muris. "Notitiae artis musicae".[2]
- 1322. "Compendium musicae"
- c.1440. Henri Arnault de Zwolle. Manuscrit sobre un "clavisambalum", orgues i diversos instruments musicals.
- c.1480. Johannes Tinctoris; De inventione et usu musicae. Tractat en llatí sobre diversos instruments musicals. Parla de la ghiterna com a invent dels catalans. Tocada, principalment, per les dones catalanes.
- 1482. Bartolomé Ramos de Pareja. "Música práctica".
- 1495. Contracte per a la construcció d'un orgue per a l'església parroquial d'Igualada. Interessant per la terminologia emprada: flautes, mesturades, mussets,...[3]
- 1496. Franchino Gaffurius. "Practicae musicae".

### 1500-1700
- 1511. Sebastian Virdung. "Musica getutscht".[4]
- 1529. Anònim (atribuït a Oronce Finé ). Impressor Pierre Attaignant. Très brève et familière introduction pour entendre et apprendre par soy-mesme à jouer toutes chansons réduictes en la tablature de lutz avec la manière d'accorder le dict lutz.[5]
- 1536. Lluís del Milà. Libro de música de vihuela de mano intitulado El maestro.[6]
- 1539. Martin Agricola. Rudimenta musices.[7] Musica instrumentalis deudsch, amb alguns gravats.[8]
- 1555. Juan Bermudo. "Declaración de instrumentos musicales".[9]
- 1558. Gioseffo Zarlino. "Le institutioni harmoniche". Barbieri, Patrizio; Il mesolabio e il compasso di proporzione. Arxivat 2015-12-16 a Wayback Machine.
- 1570. Paul Scalich. Dialogus de Lyra (Colònia, 1570).
- 1577. Francisco Salinas. Obra "De musica libri VII".[10]
- 1586. Joan Carles i Amat. Guitarra española y vándola en dos maneras de guitarra, castellana y cathalana de cinco ordenes.[11]
- 1619. Syntagma musicum. Obra en tres volums de Michael Praetorius. Conté un gran nombre de gravats d'instruments musicals i és considerat un dels primers tractats de l'organologia moderna.
- 1622. Petició (que fou denegada) per part d'un petit grup de fabricants de cordes per a instruments de música a Gran Bretanya de cara a obtenir l'exclusiva i prohibir qualsevol importació durant 12 anys.[12]
- 1623. Adriaan Metius, matemàtic i astrònom, presenta un pantòmetre graduat amb una "scala musicalis".[13]
- 1636. Marin Mersenne. Obra "Harmonie universelle, contenant la théorie et la pratique de la musique".
- 1650. Musurgia Universalis Sive Ars Magna Consoni Et Dissoni. Athanasius Kircher[14]
  - Arca Musarithmica
- 1678. Thomas Mace. Obra "Musick's Monument". Entre altres temes aconsella com encordar un llaüt, emprant les cordes ideals, designades pel seu nom habitual (Venice-Catlins, minikins, Lyons) derivat de la ciutat on es fabricaven.[15][16]

### 1700-1800
- 1744. Referència a les característiques de l'orgue de Llucena.[17]
- 1766. "L'art du facteur d'orgues", dom Bedos de Celles.[18]
- 1789. Nova arte de viola. Manoel da Paixao Ribeiro.[19]

## Documents moderns. Des de 1950
- Bailhache, Patrice;Cordes vibrantes et consonances chez Beeckman, Mersenne et Galilée.(francès)